# Stipa formicarum
Stipa formicarum là một loài thực vật có hoa trong họ Hòa thảo. Loài này được Delile miêu tả khoa học đầu tiên năm 1849.